# Marble Knolls
Die Marble Knolls (englisch für Marmorhügel) sind niedrige Hügel aus Marmor im Osten von Signy Island im Archipel der Südlichen Orkneyinseln. Sie ragen unmittelbar südwestlich des Waterpipe Beach am Ufer der Borge Bay auf.
Das UK Antarctic Place-Names Committee verlieh ihnen 1974 ihren deskriptiven Namen.